# Viaducto del Malleco
El viaducto del Malleco es un puente ferroviario chileno ubicado sobre el río Malleco, en la comuna de Collipulli, Región de la Araucanía. Con una altura de 102 m. era uno de los puentes más altos del mundo en su época, sólo superado por el Viaducto de Conchi, también ferroviario, con 102,6 m en el norte del país. Actualmente es el tercer puente más alto en Chile, después del nuevo viaducto Amolanas (con 106 m sobre el valle)  y del Viaducto Conchi.
El viaducto fue calculado por el ingeniero Victorino Aurelio Lastarria, en la licitación para la construcción de la estructura metálica participaron 3 empresas francesas, entre ellas la empresa de Gustave Eiffel, esto podría explicar el mito en torno a que Eiffel fue el constructor. Sin embargo, la licitación se le asignó a la firma Schneider-Creusot. Inició sus obras en 1887. Inaugurado oficialmente el 26 de octubre de 1890 por parte del entonces presidente José Manuel Balmaceda, siendo uno de los principales logros de su gobierno. El viaducto del Malleco permitió la rápida conexión del sur del país con el centro y su desarrollo económico, fomentando el comercio.
Originalmente el puente se construyó con cuatro pilastras, pero debido al tráfico de nuevas locomotoras más grandes y pesadas a las consideradas inicialmente, se debió reforzar el viaducto, con esto obtuvo su diseño actual, con seis pilastras y refuerzos diagonales para mejorar la distribución de cargas.
Fue declarado Monumento Nacional en octubre de 1990 con el Decreto Supremo n.º 686 del Ministerio de Educación. En 1994, fue designado como hito histórico de la Ingeniería Civil por la Sociedad Estadounidense de Ingenieros Civiles. En 1998, fue incluido en la lista tentativa de Patrimonio de la humanidad de Unesco.

## Historia

### Contexto
En 1850 comienza la construcción del Ferrocarril Caldera-Copiapó, siendo el primero en Chile, finalizó la Navidad de 1851. un año más tarde inició la construcción del Ferrocarril de Valparaíso a Santiago. En 1855, Antonio Varas, ministro del Interior de aquella época recomendó la construcción de una línea de ferrocarril desde Santiago al sur.  Lo que se formalizaba el 9 de octubre del mismo año con la creación de la Sociedad del Ferro-Carril del Sur, empresa privada encargada de la construcción de la vía férrea desde Santiago a Talca. Ya para el año 1876 el ferrocarril llegaba hasta la Estación Angol.
Posteriormente la inversión en construcción de ferrocarriles se ve reducida drásticamente debido a la crisis económica que afectaba al país y la guerra del Pacífico. Sin embargo, como resultado de este conflicto se produce la anexión de las regiones salitreras, que significan grandes ingresos a las arcas fiscales chilenas. Además con la ocupación de la Araucanía finalizada en 1883 con la toma de Villarrica, se inició durante el Gobierno del presidente Domingo Santa María un plan de colonización y de obras públicas, consistente en la construcción de caminos, líneas de telegrafía, fundación de ciudades, escuelas, vías férreas, que culminaron con la creación de las provincias de Malleco y Cautín durante el Gobierno de José Manuel Balmaceda.
El 4 de enero de 1884 el presidente Santa María firmó la creación de la Empresa de los Ferrocarriles del Estado (EFE), como parte del programa de extensión de la red de ferrocarriles del país, para concretar la construcción de una línea de ferrocarril que conecte a todo Chile por tierra, desde Iquique hasta Puerto Montt.

### Cambios en la proyección inicial
| Alternativa  | Altura sobre el agua | Altura máx. de pilastras | Largo del viaducto | Cantidad de tramos |
| ------------ | -------------------- | ------------------------ | ------------------ | ------------------ |
| Trazado azul | 93 m                 | 80 m                     | 329 m              | 6                  |
| Trazado rojo | 68 m                 | 50 m                     | 221 m              | 4                  |

De acuerdo a la proyección inicial la línea de ferrocarril sur debía continuar al sur por Angol, sin embargo, el desconocimiento de la zona recientemente colonizada, generó distintas opiniones de buscar una alternativa que garantice el paso por el sector central del territorio araucano. Gregorio Urrutia, reconocido militar que participó en la ocupación de La Araucanía, destacó la importancia de dividir en dos vías el ferrocarril existente por un lado continuar de Angol a Traiguén y nueva línea por Collipulli a Victoria.
En 1882, el gobierno contrató al ingeniero suizo Gustav Adolf Flühmann para estudiar la ejecución de una vía férrea desde Renaico al sur. El informe final de Flühmann, determinó que el principal obstáculo a vencer era el cruce por el valle del Río Malleco. Propuso además dos alternativas de trazados para el paso sobre la quebrada cercanos a Collipulli, su análisis concluyó en la recomendación del trazado azul que involucraba construir el viaducto de mayor altura, debido a las menores pendientes que deberían recorrer los trenes, señalando:

«La seguridad del trazado azul consiste principalmente en que los trenes cargados con madera y productos agrícolas que vengan del interior, no tendrán que subir más contrapendiente, que las 0,5% en 640 metros y de 0,9% en 760 metros, mientras que en el trazado rojo dichos trenes tendrán que subir durante 2.400 metros con una pendiente de 1,5%, circunstancia que obligaría a una diferente composición de trenes.»

Para definir el trazado para la línea longitudinal del ferrocarril, se promulgó un Decreto Supremo en enero de 1883, nombrando dos comisiones la primera de ella conformada por Benjamín Vivanco, Domingo Víctor Santa María, y Valentín Martínez. Quienes en su informe descartaron el proyecto del trazado azul, por ser menos resistentes a los "sacudimientos de la tierra" y aceptaron la otra opción proponiendo modificaciones. El segundo comité conformado por el ingeniero Victorino Aurelio Lastarria, Charles Hillman y Jorge Lyon analizaron los informes previos, y luego se enfocaron en el análisis del terreno. Determinaron que la ubicación recomendada por Flühmann era la más adecuada para continuar con el ferrocarril, sin embargo, proponen cambios principalmente respecto de los materiales proponiendo una estructura completamente de acero y la modificación en las cotas. En su informe indicaron:

« La construcción de un viaducto de fierro en su superestructura y pilares, que es lo que aconsejaría la comisión en caso de ejecutarse, no lleva dificultades que impidan su ejecución y seguridad, a no ser una obra excepcional por sus dimensiones.»
 Informe de comisión nombrada para afinar sobre la elección de la línea que debe prolongarse como central en el territorio sur de la República.

José Manuel Balmaceda, ministro del interior, en 1883 viajó a la Araucanía por requerimiento del presidente Santa María para analizar las distintas soluciones. Viendo en terreno las opciones y con la asesoría de los expertos resolvió continuar el ferrocarril por Collipulli, lo que implicó el desarrollo de un gran Viaducto para atravesar la quebrada.

### Cálculo y licitación del viaducto
Aurelio Lastarria asume como jefe de los Ferrocarriles de la Frontera el 16 de mayo de 1883, encargándose de la construcción del ferrocarril Renaico a Victoria, el ramal Angol-Traiguén, los estudios para continuar con la Línea Longitudinal desde Victoria al sur (Valdivia y Osorno). Y además, del diseño del Viaducto del Malleco. Lastarria junto a su equipo de ingenieros analizaron profundamente el lugar sugerido por G. Flühmann, que resultaba ser el punto más angosto del valle, definieron dos estribos de a cada lado de la quebrada y entre ellos una de viga metálica enrejada de 347.5 m de largo y apoyado también por 4 pilastras metálicas. Clasificaron los elementos del puente en dos grupos, el primero es la infraestructura que corresponde a los cimientos, estribos y pilastras, que debían ser el apoyo de la armadura y el tablero que conforman al segundo grupo denominado superestructura,
La licitación por la construcción de los ferrocarriles de Angol-Traiguen y Renaico Victoria se adjudicó en enero de 1884 a la sociedad constructora formada por Stephen Meyers y Charles Fletcher Hillman. Por otra parte los cálculos y planos estuvieron listos en 1885. Era habitual que las empresas constructoras del ferrocarril contrataran a las empresas que realizarían los estudios de ingeniería y la fabricación de los puentes. Pero las relaciones entre la empresa de Meyers y Hillman y el Gobierno tenían a momentos algunas discusiones desagradables. Por tanto, Lastarria decidió licitar la fabricación y transporte del viaducto. Con la autorización del Gobierno, envió los documentos a Alberto Blest Gana diplomático chileno en París.
Una vez recibidos los planos, las explicaciones y un presupuesto aproximado, Blest Gana envío los documentos a 8 fábricas, de las cuales sólo 5 acusaron el recibo y mandaron a copiar los planos; de estas empresas sólo tres enviaron respuestas.
| Fecha                    | Empresa                                          | País    | Monto de la época |
| ------------------------ | ------------------------------------------------ | ------- | ----------------- |
| 28 de agosto de 1885     | Eiffel et Cie, (empresa de Gustave Eiffel)       | Francia | 1 500 000 francos |
| 28 de septiembre de 1885 | Schneider et Cie (Le Creusot)                    | Francia | 830 000 francos   |
| 29 de septiembre de 1885 | Société Anonyme des Anciens Establissements Cail | Francia | 750 000 francos   |

La propuesta de Eiffel fue descartada por el alto valor, en comparación a las otras dos propuestas; Schneider ganó la licitación, ya que respetaban el diseño original y contaban con una reputación conocida por Lastarria. Para cerrar el trato Mayers viajó a Francia donde exigió condiciones al fabricante francés, con intenciones de que este último no concretara la obra. Las negociaciones se complicaron al punto en que Le Creusot rechazaba continuar el acuerdo con Mayers, pero mantenían dispuestos a negociar con las autoridades chilenas.
Por su parte, Mayers viajó a Londres contratando a Andrew Handyside and Company en noviembre de 1886, notificando mediante telegrama a Lastarria, «Contratado con Handyside garantías y plazos de 20 meses», Lastarria negó este trato dando instrucciones de contratar Schneider. El ministerio del Interior notificó a Blest Gana del contrato de Mayers, indicó desautorizarlo y dar aviso a Handyside que el Gobierno rechaza el compromiso que tenían con Mayers. También se dieron instrucciones al diplomático para negociar directamente con la firma francesa, llegando a un acuerdo firmado el 20 de diciembre de 1886.

### Construcción del viaducto

#### Fabricación y traslados de estructuras de acero
El ministro Blest Gana contrató al ingeniero Henry Jéquier para la supervisión de los trabajos de Schneider. Posteriormente los expertos concluyeron el aumentar 3,25 m la altura del riel obteniendo así la altitud final de la estructura. También se modificó el requerimiento de carga repartida de 3600 kg/m a 4100 kg/m. Con lo cual el peso aumento aproximadamente en 27 toneladas, este adicional tenía un valor de 0,64 francos por cada kilogramo. La fabricación de componentes se realizó en los talleres en Chalon-sur-Saône. 
En febrero de 1888 se despacha la primera carga al puerto de Amberes, donde se embarca en el vapor Gulf of Mexico. La segunda carga se transporta en la embarcación Étoile du Sud que zarpa desde el  puerto de El Havre en marzo del mismo año. El 17 de mayo de 1888 llega al puerto de Talcahuano el primer cargamento.
En julio de 1888, Lastarria enferma gravemente, finalmente falleciendo el 27 de julio a la edad de 43 años y sin ver finalizado el viaducto. Eduardo Vigneaux fue designado como reemplazo para continuar la construcción del viaducto.
El segundo embarque llega a Valparaíso donde por las condiciones climáticas se estrelló con la embarcación inglesa Cambrian el 6 de agosto, resultando en el hundimiento de ambas naves, la pérdida de pilastra n.º 2, el segundo tramo de viga y otros materiales, también murieron 6 personas entre ellas el capitán del Étoile du Sud.  la reposición de las estructuras perdidas se completó en enero de 1889, y despachadas al puerto Amberes el 5 de febrero, zarpando en los vapores Gulf of Corcovado el 20 de febrero y el 25 del mismo en el vapor Gulf of Papua. Una última carga se realizó el mes de abril de 1889 desde el puerto de El Havre. Todas llegando a Talcahuano sin inconvenientes.

#### Construcción de cimientos

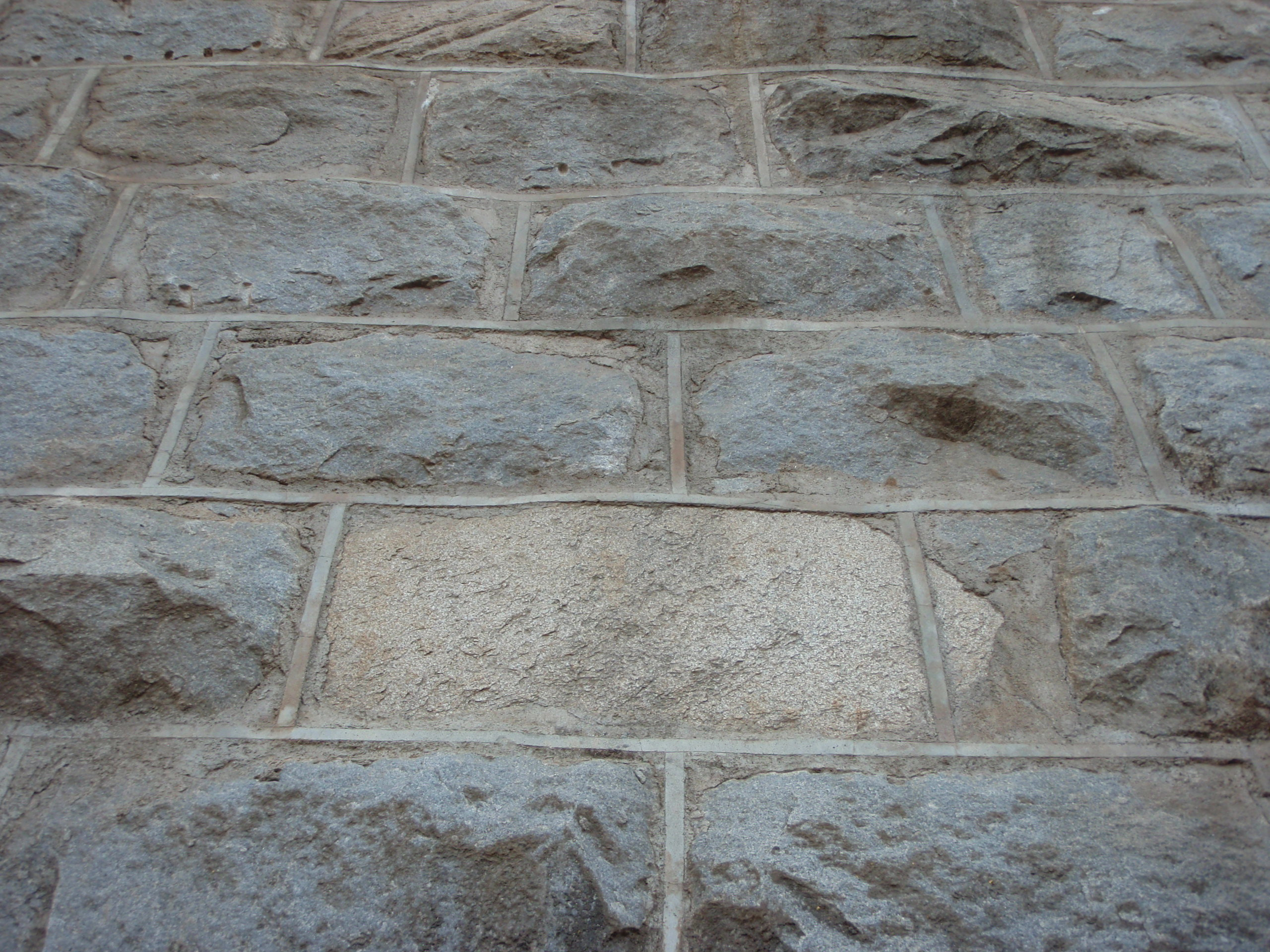
Mampostería de estribo norte.

Simultáneamente a los trabajos de diseño y fabricación de las estructuras metálicas en Francia, se desarrollaron labores en Chile, comenzando con la preparación de las áreas de trabajo. A solicitud de Lastarria, las excavaciones realizadas para el montaje de las fundaciones de las pilastras centrales debían ser profundas para llegar a suelo óptimo, pero debido a la cercanía con el río las filtraciones derrumbaron los taludes, generando retrasos en los trabajos de albañilería. Además, disputas entre los contratistas y el equipo técnico responsable que reclamaban mala calidad en los trabajos, paralizaron las obras en octubre de 1887.
Para mediar entre ambas partes y realizar un informe técnico, el Gobierno asignó a Enrique Budge, ingeniero de la Dirección de los Ferrocarriles del Estado. Al momento de la paralización el avance de la albañilería era del 20%, por lo que las autoridades optaron por continuar el trabajo internamente, respaldando financieramente al ingeniero en jefe para continuar con las obras. En este nuevo escenario, mejoró el avance y la calidad del trabajo, pero los atrasos aún eran considerables.
Las fundiciones de las pilastras y los estribos se fabricaron casi simultáneamente. Sin embargo, se dio prioridad a la pila del lado sur del río y al estribo norte. Una vez finalizados los trabajos de albañilería, se instalaron los elementos de apoyo para la superestructura metálica. Posteriormente, se llevó a cabo la verificación topográfica de los apoyos para asegurar su correcta ubicación.

### Montaje
Finalmente el montaje del viaducto se realizó entre febrero de 1889 y mediados del 1890. Se comenzó con el armado mecano de las columnas sobre las fundaciones, para el movimiento de materiales, herramientas y obreros se instalaron ascensores. Con las 4 pilastras metálicas terminadas y antes de lanzar la viga se procedió a la verificación del alineamiento vertical y la nivelación horizontal. El lanzamiento de la viga se la superestructura comenzó desde el lado norte pasando por cada pilar hasta llegar al estribo sur.

### Inauguración

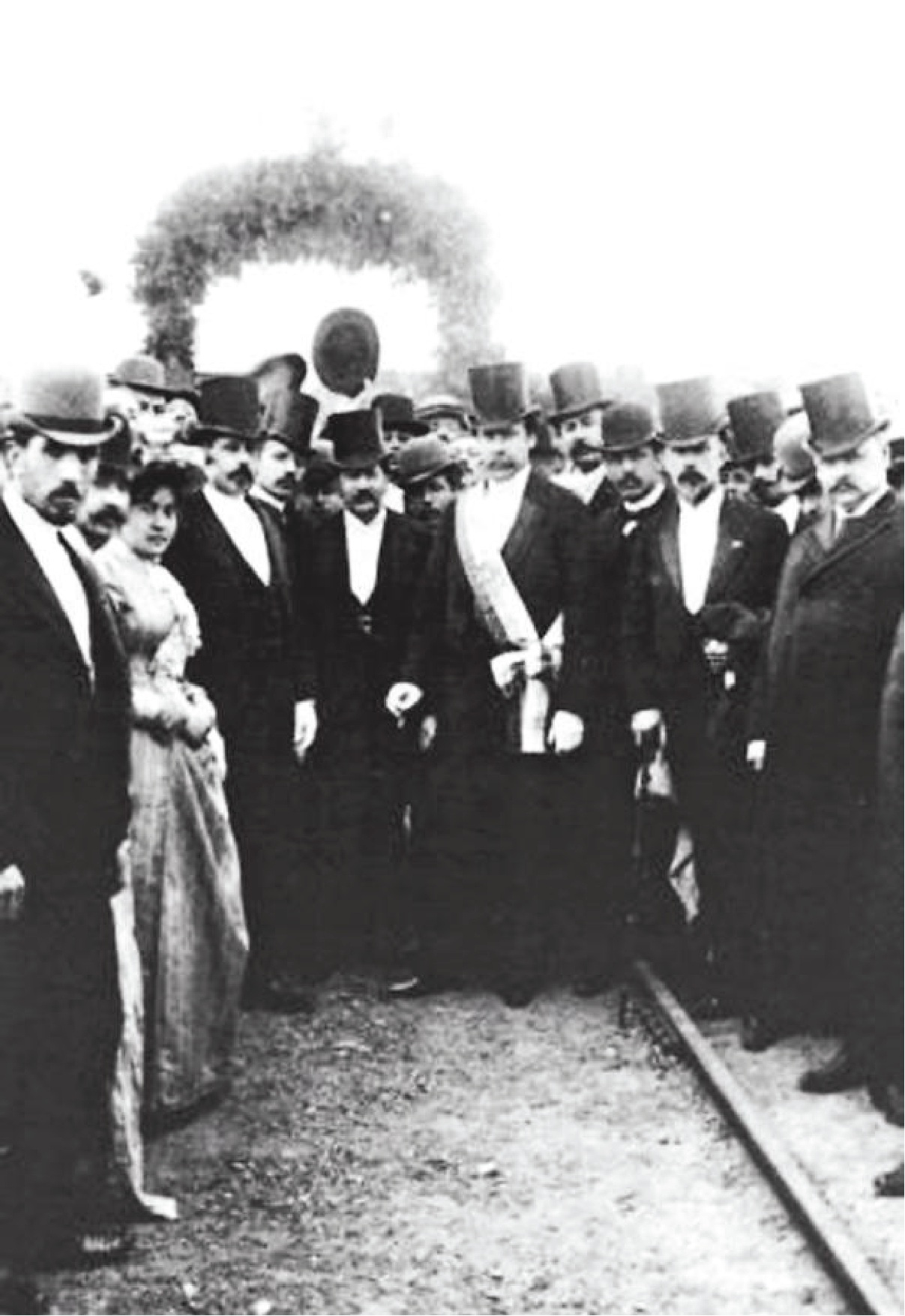
Fotografía del presidente José Manuel Balmaceda en la inauguración en 1890.

La inauguración fue postergada numerosas veces, la última debido a una crisis ministerial  por la renuncia los secretarios de estado.  Su inauguración oficial se llevó a cabo el 26 de octubre de 1890. La ceremonia comenzó con palabras de Eduardo Vigneaux ingeniero jefe de la obra, continuó con un discurso del entonces presidente José Manuel Balmaceda. 

«Al inaugurar este monumento del saber y del trabajo, les doy a todos el abrazo del patriotismo. 
El pabellón chileno es sagrado, y a su sombra podemos todos, gobernantes y gobernados, unirnos en íntima efusión para bendecir a la Providencia que nos bendice, y para congratularnos por las conquistas del progreso y del ingenio humano.

Este grandioso monumento marcará a las generaciones venideras la época en que los chilenos sacudieron su tradicional timidez y apatía y emprendieron la obra de un nuevo y sólido engrandecimiento.»

José Manuel Balmaceda 
Extracto del discurso inaugural.

Después de discurso presidencial el acto inaugural siguió con el bautismo de la estructura realizado por el Obispo de Concepción Plácido Labarca Olivares y finalizó con palabras del capellán Ramón Ángel Jara.

## Diseño

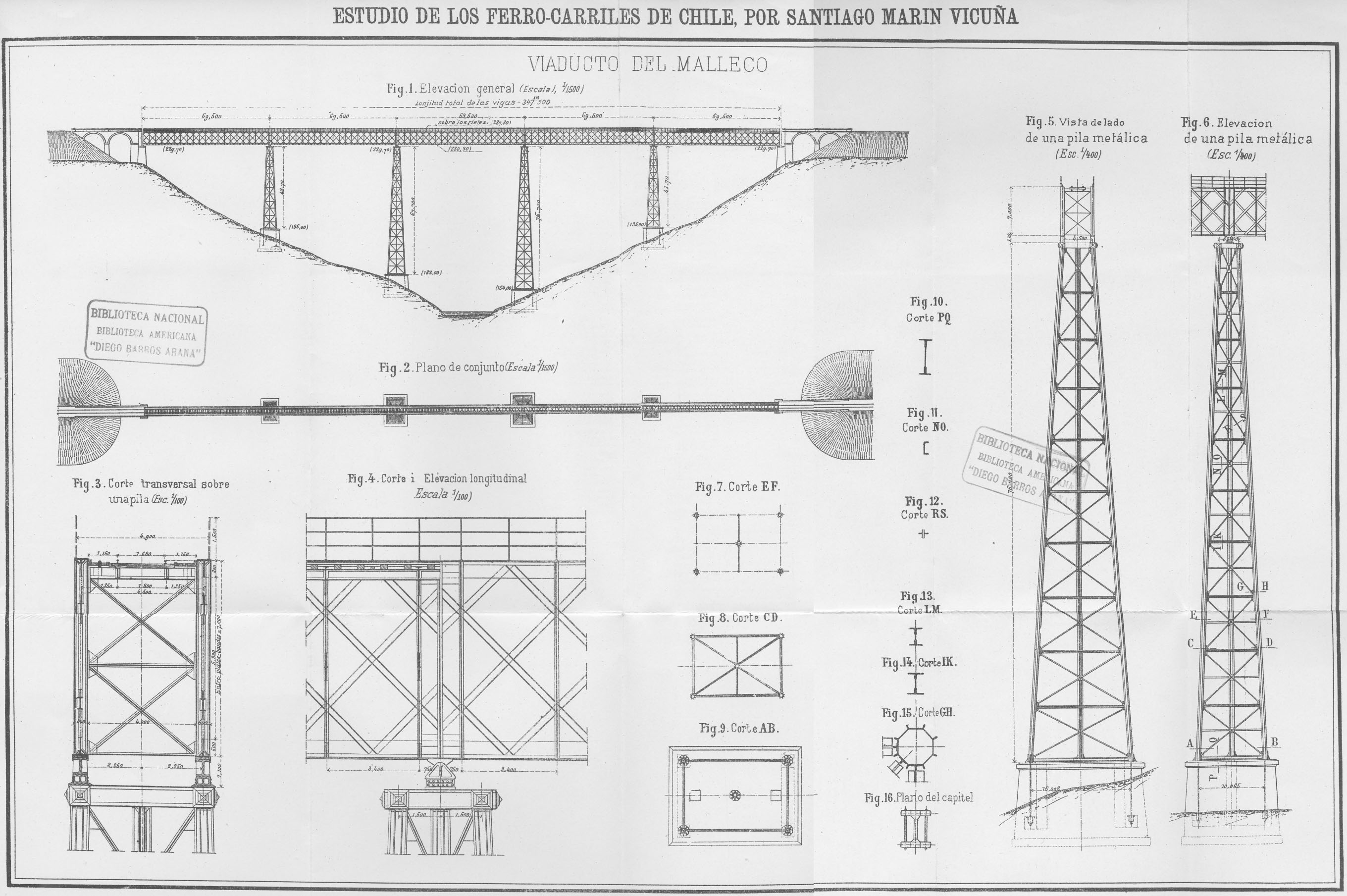
Plano del Viaducto del Malleco de 1890.

El diseño original del puente de Malleco estaba compuesto de cinco tramos de 69,5 metros de acero con resistencia mínima a la ruptura de 45 kg/mm². También consideró la acción del viento, con un trabajo de 9,5 kilogramos para todas sus pieza. Se usaron remaches de calderas a vapor cuya resistencia mínima a la ruptura era de 35 kg/mm².
Su longitud es de 347,5 m y descansaba sobre sus dos estribos extremos y cuatro pilas, todas ellas de acero. La primera y cuarta pilas tienen 43,7 m de alto, la segunda 67,7 m y la tercera 75,7.m Los rieles se encuentran a 103 m de altura sobre el fondo de la quebrada. 

### Refuerzo
Con el aumento del tráfico ferroviario, principalmente el asociado a cargas obligó a EFE mejorar la capacidad de arrastre, lo que requería reforzar el viaducto para poder soportar las locomotoras cada vez más pesadas y potentes. El 4 de octubre de 1923 se contrata nuevamente a Schneider, está vez para realizar las obras de refuerzos. Se instalaron refuerzos diagonales entre la viga y las torres para que la estructura soportara el peso de locomotoras más modernas. Además se agregaron dos pilares cercanos en los extremos cercano a los estribos.

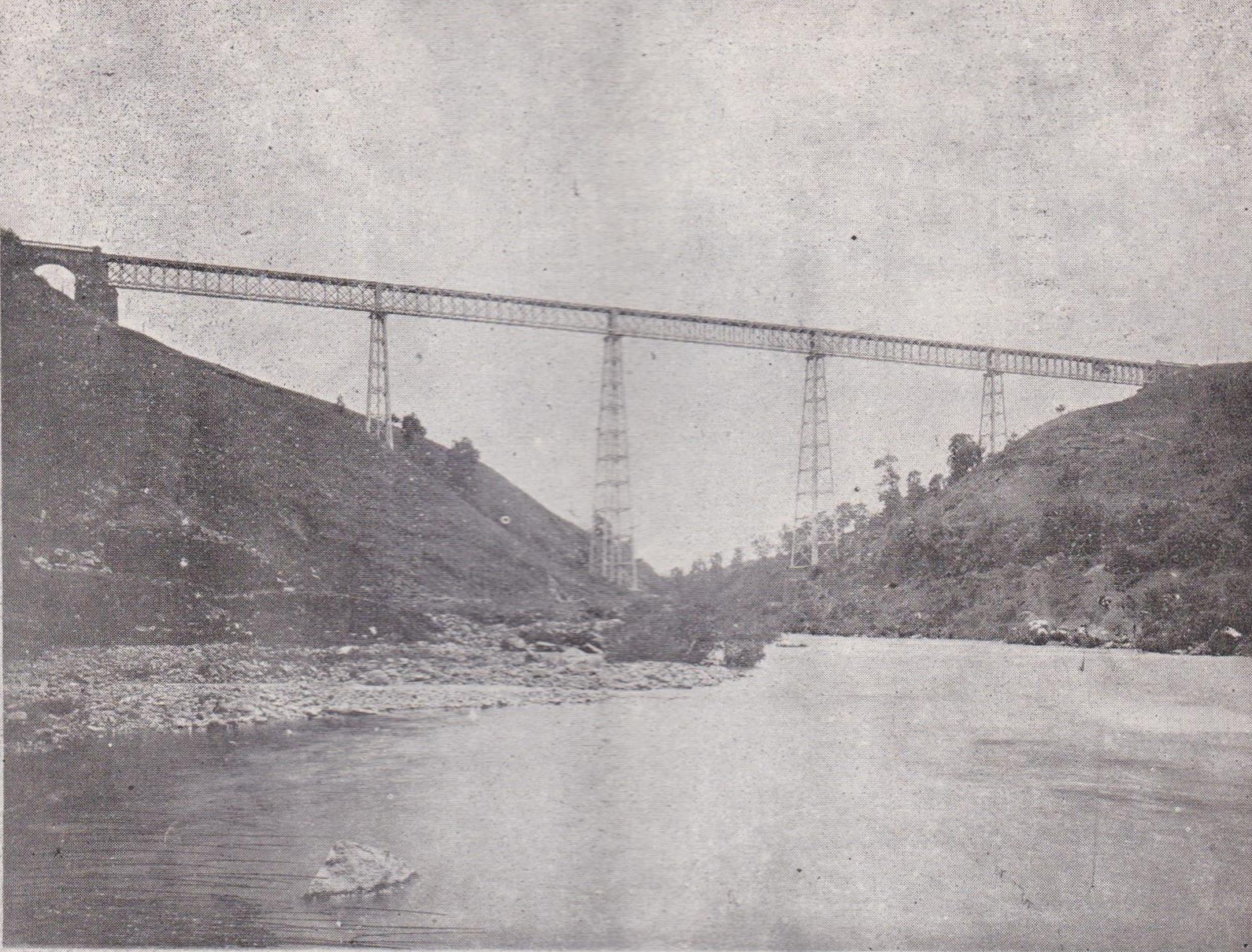
Fotografía del viaducto antes de la instalación de los refuerzos.
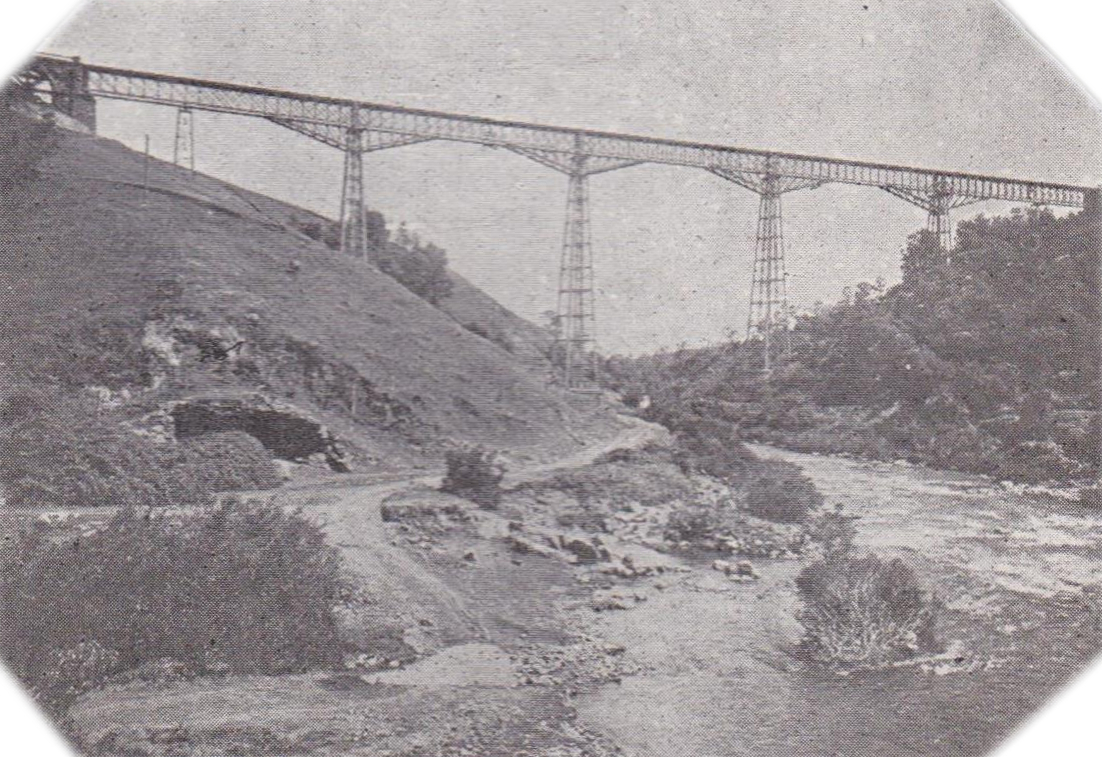
Fotografía posterior a la instalación de los refuerzos.

## Miscelánea

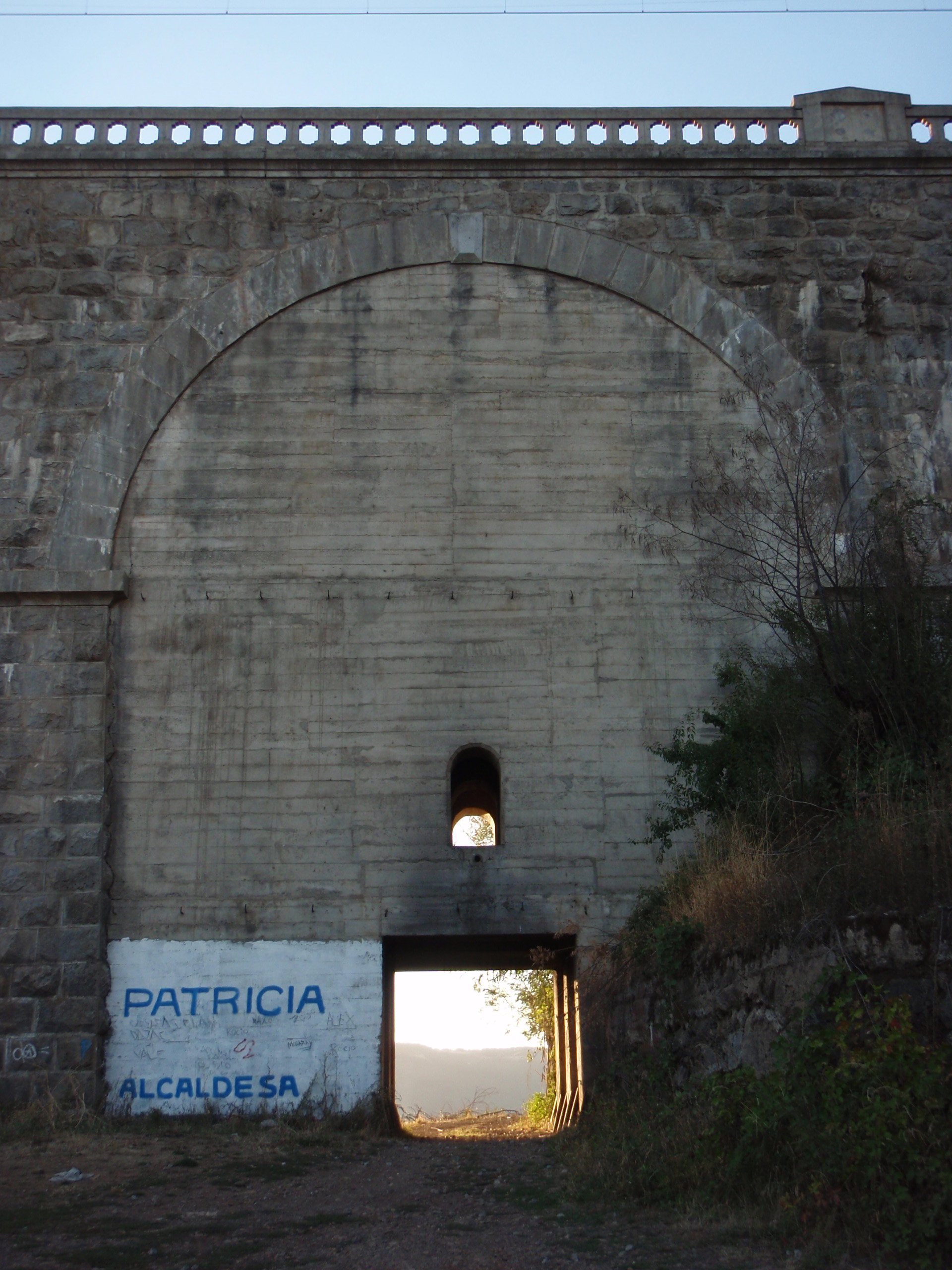
Vandalismo en un estribo del viaducto.

- El 26 de octubre de 1990, con motivo del centenario de la inauguración del viaducto, Correos de Chile emitió un conjunto de dos estampillas; en cada una se muestra una mitad del puente, en la primera muestra el diseño original con dos de sus pilastras, junto a una escuadra y un compás, y en la otra mitad hay un niño que observa un tren pasar sobre al viaducto con los refuerzos en las pilastras.[53]

- En 2008, durante la campaña electoral se realizaron rayados en el puente como propaganda a la candidata independiente Aurea Patricia Molina. La situación fue investigada por representantes del Consejo de Defensa del Estado, de la Comisión Nacional del Medio Ambiente y de la Empresa de los Ferrocarriles del Estado.[54] La candidata reconoció la autoría de uno de los rayados realizado por un miembro de su comando.[cita requerida]

- El 30 de abril de 2013 ocurrió un descarrilamiento de un tren de carga de 11 vagones de la empresa Ferrocarril del Pacífico (Fepasa) a 2 km del viaducto debido al retiro de una sección de los rieles, y a pesar del intento de los dos maquinistas por frenar la locomotora no pudieron evitar el incidente. Posterior al descarrilamiento desconocidos realizaron disparos al tren e intentaron quemar la carga.[55] Fepasa no reportó personas lesionadas en los incidentes.[56]